# Дети (фильм)
Дети (англ. The Children) — американский фильм ужасов 1980 года режиссёра Макса Калмановича.

## Сюжет
На располагающейся неподалёку от небольшого американского городка атомной электростанции происходит авария, в результате которой происходит утечка радиоактивного жёлтого дыма. Дым вскоре накрывает ехавший с пятью детьми автобус. Впоследствии местный шериф обнаруживает этот автобус возле кладбища, но ни одного ребёнка в нём не было. Немногим позже в городе начинают происходить странные события, результатом которых становятся смерти взрослых людей. Оказывается, что опутавший автобус с детьми жёлтый дым превратил последних в зомби. В результате этого дети приобрели характерную бледность лица, а их ногти почернели.

## В ролях
- Мартин Шакар — Джон Фримонт
- Джил Роджерс — шериф Билли Харт
- Гэйл Гарнетт — Кэти Фримонт
- Шеннон Болин — Молли
- Трейси Гризвольд — помощник шерифа Харри Тиммонс
- Джой Глаккум — Сьюзи МакКензи
- Джепта Иванс — Пол МакКензи
- Клара Иванс — Дженни Фримонт
- Сара Олбрайт — Эллен Чандлер
- Натанаэль Олбрайт — Томми Баттон
- Джули Кэрриэр — Джанет Шор
- Мишель Ле Мот — доктор Джойс Гоулд
- Эдвард Терри — Хэнк
- Питер Мэлоуни — Фрэнк
- Джесси Абрамс — Кларки Фримонт
- Рита Монтон — Ди Ди Шор
- Джон Пи Кодиглиа — Джексон Лейн
- Мартин Бреннан — Сэнфорд Батлер-Джонс
- Джей Ди Кларк — Джим
- Джеймс Клавин — Слим
- Артур Чейз — Сайрус МакКензи
- Сьюзанн Барнес — Лесли Баттон
- Диан Декард — Рита Чандлер
- Дэвид Платт — водитель
- Рэй Дельмолино — водитель автобуса
- Майкл Кэрриэр — Боб Кандлер

## Художественные особенности
Убийства в фильме дети совершают необычным образом: они делают радостное выражение лица и протягивают вперёд руки, создавая таким образом приглашение к объятию. Именно вследствие объятия жертва сгорает изнутри. Передвигаются дети медленно, чужой плоти не едят, но могут заразить других детей. Единственным способом убить заражённых детей является отрубание кистей их рук.